# Pleurotus purpureo-olivaceus
Pleurotus purpureo-olivaceus — вид базидіомікотових грибів порядку Агарикальні (Agaricales).

## Поширення
Вид поширений в Австралії та Новій Зеландії. Росте на мертвій деревині нотофагусів.